# Lijst van schilderijen in het Rijksmuseum Amsterdam/Ha-Hm
Lijst van schilderijen in het Rijksmuseum Amsterdam met werken van schilders van wie de achternaam begint met de letters Ha t/m Hm. Vermeldingen in het grijs geven aan dat het werk geen deel meer uitmaakt van de collectie van het Rijksmuseum, bijvoorbeeld omdat het in bruikleen gegeven is aan een andere instelling of omdat het teruggegeven is aan de bruikleengever.
| Inventarisnummer | Toeschrijving                                                         | Titel | Datering      | Afbeelding |
| ---------------- | --------------------------------------------------------------------- | --- | ------------- | ---------- |
| SK-A-1225        | Tethart Philipp Christian Haag                                        | Frederika Sophia Wilhelmina van Pruisen (1751-1820). Echtgenote van prins Willem V, te paard                                                                              | 1789          |            |
| SK-C-138         | Joris van der Haagen                                                  | Landschap met de Zwanenburcht te Kleef | 1640-1669     |            |
| SK-C-373         | Joris van der Haagen                                                  | Bergachtig landschap, wellicht de St Pietersberg met het kasteel Lichtenberg bij Maastricht                                                                               | 1640-1669     |            |
| SK-C-108         | Joris van der Haagen                                                  | Landschap met visser met kruisnet | 1645-1669     |            |
| SK-A-33          | Joris van der Haagen en Nicolaes Berchem                              | Landschap met baders | 1635-1669     |            |
| SK-A-1566        | Rudolf Jurriaan Stephanus Haak                                        | Avondzon | 1882-1892     |            |
| SK-A-1987        | Meijer de Haan                                                        | Oude joodse vrouw | 1880          |            |
| SK-A-1694        | Meijer Isaäc de Haan                                                  | Portret van Petrus Franciscus Greive | 1870-1895     |            |
| SK-A-1186        | Adriana Haanen                                                        | De zomer | 1850-1884     |            |
| SK-A-1471        | Adriana Haanen                                                        | Stilleven met bloemen | 1865          |            |
| SK-C-135         | George Gillis Haanen                                                  | Oude man in zijn studeervertrek | 1833          |            |
| SK-C-136         | George Gillis Haanen                                                  | Lezende oude vrouw | 1834          |            |
| SK-C-134         | George Gillis Haanen                                                  | De avondschool | 1835          |            |
| SK-A-1639        | Remigius Adrianus Haanen                                              | Landschap met hutten op de heide | 1830-1894     |            |
| SK-A-3892        | Cornelis Cornelisz. van Haarlem                                       | Het toilet van Bathseba | 1594          |            |
| SK-A-4015        | Cornelis Cornelisz. van Haarlem                                       | Pomona ontvangt de fruitoogst | 1626          |            |
| SK-A-127         | Cornelis Cornelisz. van Haarlem                                       | Portret van Dirck Volkertsz. Coornhert | 1572-1600     |            |
| SK-A-128         | Cornelis Cornelisz. van Haarlem                                       | De kindermoord in Bethlehem | 1590          |            |
| SK-A-129         | Cornelis Cornelisz. van Haarlem                                       | De zondeval | 1592          |            |
| SK-A-1241        | Cornelis Cornelisz. van Haarlem                                       | Portret van Pieter Jansz. Kies | 1596          |            |
| SK-A-3016        | Cornelis Cornelisz. van Haarlem                                       | Venus en Mars | 1628          |            |
| SK-A-1556        | Johannes Hubertus Leonardus de Haas                                   | Jonge stier | 1870-1892     |            |
| SK-A-1178        | Johannes Hubertus Leonardus de Haas                                   | Vroege morgen | 1876-1878     |            |
| SK-A-2381        | Johannes Hubertus Leonardus de Haas en Paul Joseph Constantin Gabriël | De Winkel te Abcoude | Ca. 1877      |            |
| SK-A-4968        | Pieter Alardus Haaxman                                                | De koets van Mangkoe Nagoro IV | 1870          |            |
| SK-A-1709        | Jan Hackaert                                                          | Het meer van Zürich | Ca. 1660      |            |
| SK-A-130         | Jan Hackaert                                                          | De berkenlaan | 1660-1685     |            |
| SK-A-131         | Jan Hackaert                                                          | Bosgezicht met jagers | 1660-1665     |            |
| SK-A-692         | Jan Hackaert                                                          | Landschap met veedrijvers | 1660-1685     |            |
| SK-C-137         | Jan Hackaert                                                          | Bergachtig landschap | 1660-1685     |            |
| SK-A-2651        | Gerrit de Haen                                                        | De heilige Hieronymus | 1667-1682     |            |
| SK-A-1291        | Johannes van Haensbergen                                              | Zelfportret | 1660-1680     |            |
| SK-A-1440        | Johannes van Haensbergen                                              | Portret van een vrouw | 1670-1700     |            |
| SK-C-1546        | Johannes van Haensbergen                                              | Portret van Harmen Lijnslager | 1699          |            |
| SK-C-1547        | Johannes van Haensbergen                                              | Portret van Judith Allijn | 1699          |            |
| SK-C-819         | Georg Hainz                                                           | Stilleven | 1666-1700     |            |
| SK-A-2550        | Georg Hainz                                                           | Stilleven | 1666-1700     |            |
| SK-A-5095        | Arnoud van Halen                                                      | Portret van Adriaan Pars zie Panpoeticon Batavum | 1700-1720     |            |
| SK-A-1504        | Arnoud van Halen                                                      | Portret van Jeremias de Decker zie Panpoeticon Batavum | 1700-1732     |            |
| SK-A-4555        | Arnoud van Halen                                                      | Portret van Dominicus Baudius | 1700-1732     |            |
| SK-A-4556        | Arnoud van Halen                                                      | Portret van Petrus Bertius | 1700-1732     |            |
| SK-A-4557        | Arnoud van Halen                                                      | Portret van Johannes Polyander à Kerckhoven | 1700-1732     |            |
| SK-A-4558        | Arnoud van Halen                                                      | Portret van Johan van der Does de Jonge | 1700-1732     |            |
| SK-A-4560        | Arnoud van Halen                                                      | Portret van Theodorus Schrevelius | 1700-1732     |            |
| SK-A-4561        | Arnoud van Halen                                                      | Portret van Jacob van den Eynde | 1700-1732     |            |
| SK-A-4562        | Arnoud van Halen                                                      | Portret van Theodorus Rodenburgh | 1700-1732     |            |
| SK-A-4563        | Arnoud van Halen                                                      | Portret van Jan van der Rosieren | 1700-1732     |            |
| SK-A-4565        | Arnoud van Halen                                                      | Portret van Adriaen van de Venne | 1700-1732     |            |
| SK-A-4566        | Arnoud van Halen                                                      | Portret van Samuel Ampzing | 1700-1732     |            |
| SK-A-4567        | Arnoud van Halen                                                      | Portret van Jan Jansz. Starter | 1700-1732     |            |
| SK-A-4568        | Arnoud van Halen                                                      | Portret van Florentius Schoonhoven | 1700-1732     |            |
| SK-A-4569        | Arnoud van Halen                                                      | Portret van Petrus Baard | 1700-1732     |            |
| SK-A-4573        | Arnoud van Halen                                                      | Portret van Dirck Graswinckel | 1700-1732     |            |
| SK-A-4574        | Arnoud van Halen                                                      | Portret van Jan van der Veen | 1700-1732     |            |
| SK-A-4578        | Arnoud van Halen                                                      | Portret van Joannes Cools | 1700-1732     |            |
| SK-A-4579        | Arnoud van Halen                                                      | Portret van Marcus Zuërius van Boxhorn | 1700-1732     |            |
| SK-A-4580        | Arnoud van Halen                                                      | Portret van Matthijs Gansneb, genaamd Tengnagel zie Panpoeticon Batavum                                                                                                   | 1700-1732     |            |
| SK-A-4581        | Arnoud van Halen                                                      | Portret van Willem Jacobsz. van Heemskerck zie Panpoeticon Batavum | 1700-1732     |            |
| SK-A-4582        | Arnoud van Halen                                                      | Portret van Bonaventura Peeters (I) zie Panpoeticon Batavum | 1700-1732     |            |
| SK-A-4584        | Arnoud van Halen                                                      | Portret van Alexander Morus zie Panpoeticon Batavum | 1700-1732     |            |
| SK-A-4585        | Arnoud van Halen                                                      | Portret van Hendrik Bruno zie Panpoeticon Batavum | 1700-1732     |            |
| SK-A-4586        | Arnoud van Halen                                                      | Portret van Everard Meyster zie Panpoeticon Batavum | 1700-1732     |            |
| SK-A-4587        | Arnoud van Halen                                                      | Portret van Joan van Paffenrode zie Panpoeticon Batavum | 1700-1732     |            |
| SK-A-4588        | Arnoud van Halen                                                      | Portret van Willem Ogier zie Panpoeticon Batavum | 1700-1732     |            |
| SK-A-4589        | Arnoud van Halen                                                      | Portret van Jan Six zie Panpoeticon Batavum | 1700-1732     |            |
| SK-A-4590        | Arnoud van Halen                                                      | Portret van Johan van Nijenborgh zie Panpoeticon Batavum | 1700-1732     |            |
| SK-A-4591        | Arnoud van Halen                                                      | Portret van Sibylle van Griethuysen zie Panpoeticon Batavum | 1700-1732     |            |
| SK-A-4592        | Arnoud van Halen                                                      | Portret van Jan Vos zie Panpoeticon Batavum | 1700-1732     |            |
| SK-A-4594        | Arnoud van Halen                                                      | Portret van Anthony Janssen van der Goes zie Panpoeticon Batavum | 1700-1732     |            |
| SK-A-4595        | Arnoud van Halen                                                      | Portret van Caspar van Kinschot zie Panpoeticon Batavum | 1700-1732     |            |
| SK-A-4596        | Arnoud van Halen                                                      | Portret van Jacob Heiblocq zie Panpoeticon Batavum | 1700-1732     |            |
| SK-A-4599        | Arnoud van Halen                                                      | Portret van Matthijs van de Merwede zie Panpoeticon Batavum | 1700-1732     |            |
| SK-A-4600        | Arnoud van Halen                                                      | Portret van Franciscus Planté zie Panpoeticon Batavum | 1700-1732     |            |
| SK-A-4601        | Arnoud van Halen                                                      | Portret van Simon Abbes Gabbema zie Panpoeticon Batavum | 1700-1732     |            |
| SK-A-4603        | Arnoud van Halen                                                      | Portret van Andries Pels zie Panpoeticon Batavum | 1700-1732     |            |
| SK-A-4605        | Arnoud van Halen                                                      | Portret van Joannes Vollenhove zie Panpoeticon Batavum | 1700-1732     |            |
| SK-A-4606        | Arnoud van Halen                                                      | Portret van Christoffel Pierson zie Panpoeticon Batavum | 1700-1732     |            |
| SK-A-4608        | Arnoud van Halen                                                      | Portret van Frans van Hoogstraten zie Panpoeticon Batavum | 1700-1732     |            |
| SK-A-4610        | Arnoud van Halen                                                      | Portret van Karel Verloove zie Panpoeticon Batavum | 1700-1732     |            |
| SK-A-4611        | Arnoud van Halen                                                      | Portret van Pieter Verhoek zie Panpoeticon Batavum | 1700-1732     |            |
| SK-A-4612        | Arnoud van Halen                                                      | Portret van Balthasar Bekker zie Panpoeticon Batavum | 1700-1732     |            |
| SK-A-4613        | Arnoud van Halen                                                      | Portret van David Lingelbach I zie Panpoeticon Batavum | 1700-1732     |            |
| SK-A-4614        | Arnoud van Halen                                                      | Portret van Goverd Bidloo zie Panpoeticon Batavum | 1700-1732     |            |
| SK-A-4615        | Arnoud van Halen                                                      | Portret van Tobias Gutberleth zie Panpoeticon Batavum | 1700-1732     |            |
| SK-A-4617        | Arnoud van Halen                                                      | Portret van Adrianus van Royen zie Panpoeticon Batavum | 1700-1732     |            |
| SK-A-5011        | Arnoud van Halen                                                      | Portret van Hugo de Groot op jonge leeftijd zie Panpoeticon Batavum | 1710-1719     |            |
| SK-A-1796        | Dirck Hals                                                            | De buitenpartij | 1627          |            |
| SK-A-1722        | Toegeschreven aan Dirck Hals                                          | Een feestvierend gezelschap buitenshuis | Ca. 1620-1630 |            |
| SK-A-133         | Frans Hals                                                            | Portret van een stel, waarschijnlijk Isaac Abrahamsz. Massa en Beatrix van der Laen                                                                                       | Ca. 1622      |            |
| SK-A-135         | Frans Hals                                                            | De vrolijke drinker | Ca. 1628-1630 |            |
| SK-A-1246        | Frans Hals                                                            | Portretten van een man en een vrouw | Ca. 1630-1633 |            |
| SK-A-1247        | Frans Hals                                                            | Portretten van een man en een vrouw | Ca. 1630-1633 |            |
| SK-C-556         | Frans Hals                                                            | Portretten van Lucas de Clercq en Feyntje van Steenkiste | 1635          |            |
| SK-C-557         | Frans Hals                                                            | Portretten van Lucas de Clercq en Feyntje van Steenkiste | 1635          |            |
| SK-C-139         | Frans Hals                                                            | Portret van Maritge Claesdr. Vooght | 1639          |            |
| SK-A-2859        | Frans Hals                                                            | Portret van een man, mogelijk een geestelijke | Ca. 1657-1660 |            |
| SK-A-134         | Naar Frans Hals                                                       | De luitspeler | Ca. 1623-1624 |            |
| SK-A-950         | Naar Frans Hals                                                       | Vissersjongen | 1800-1878     |            |
| SK-C-374         | Frans Hals en Pieter Codde                                            | De magere compagnie | 1633-1637     |            |
| SK-A-1811        | Edouard Hamman                                                        | Een weide bij Réville (Normandië) bij regen | 1880-1889     |            |
| SK-A-1818        | Louwrens Hanedoes                                                     | De oude burcht | 1840-1860     |            |
| SK-A-1814        | Louwrens Hanedoes                                                     | Bergachtig landschap | 1847          |            |
| SK-A-1816        | Louwrens Hanedoes                                                     | Berglandschap met ruïne | 1849          |            |
| SK-A-1817        | Louwrens Hanedoes                                                     | Bosgezicht bij zonsondergang | 1849          |            |
| SK-A-1812        | Louwrens Hanedoes                                                     | Heidelandschap bij zonsondergang | 1851          |            |
| SK-A-1813        | Louwrens Hanedoes                                                     | Herinnering aan het bos van Fontainebleau | 1851          |            |
| SK-A-3889        | Adriaen Hanneman                                                      | Portret van Willem III, prins van Oranje, als kind | 1654          |            |
| SK-A-1622        | Adriaen Hanneman                                                      | Zelfportret | 1656          |            |
| SK-A-1670        | Adriaen Hanneman                                                      | Portret van Cornelis van Aerssen | 1658          |            |
| SK-A-3814        | Hannké                                                                | Portret van Johannes Benedictus van Heutsz | 1909          |            |
| SK-A-1449        | Johannes Hannot                                                       | Stilleven met vruchten | 1668          |            |
| SK-A-4886        | Theo Hanrath                                                          | De schilder George Jan Hendrik Poggenbeek in zijn atelier | 1872          |            |
| SK-A-1042        | Pieter Van Hanselaere                                                 | Suzanna en de ouderlingen | 1820          |            |
| SK-A-1041        | Pieter Van Hanselaere                                                 | Zelfportret | 1824          |            |
| SK-A-3925        | Carel Lodewijk Hansen                                                 | Het Rapenburg in Leiden | 1807          |            |
| SK-C-141         | Lambertus Johannes Hansen                                             | De groentevrouw | 1825-1845     |            |
| SK-A-2732        | Pieter Hardimé                                                        | Diana-buste met bloemguirlande | 1700-1758     |            |
| SK-A-2733        | Pieter Hardimé                                                        | Venus-buste met bloemguirlande | 1700-1758     |            |
| SK-A-2734        | Pieter Hardimé                                                        | Bloemstuk met putti in een nis | 1700-1758     |            |
| SK-A-2735        | Pieter Hardimé                                                        | Flora (?) buste met bloemguirlande | 1700-1758     |            |
| SK-C-1684        | Ernest Alfred Hardouin                                                | Huis op Rijswijk, Batavia | 1835-1845     |            |
| SK-A-1043        | Johannes Hari                                                         | Nachtkwartier te Molodetschno, 3-4 december 1812: episode uit de terugtocht van keizer Napoleon uit Rusland                                                               | 1812-1820     |            |
| SK-A-1654        | Daniël Haringh                                                        | Portret van Johan van Bochoven | 1670-1690     |            |
| SK-A-1655        | Daniël Haringh                                                        | Portret van Sara Pottey | 1670-1690     |            |
| SK-A-2540        | Ferdinand Hart Nibbrig                                                | Gezicht op het dorp Zoutelande op Walcheren | 1900-1912     |            |
| SK-A-1044        | François Joseph Corneille Haseleer                                    | Esther voor Ahasverus | 1825-1827     |            |
| SK-C-452         | Petrus van Hattich                                                    | Nimfen in een grot met antieke ruïnes | 1640-1649     |            |
| SK-A-136         | August Christian Hauck                                                | Portret van Johan Arnold Zoutman | 1770          |            |
| SK-A-633         | August Christian Hauck                                                | Portret van Adriana Johanna van Heusden | 1770          |            |
| SK-A-3813        | Hendrik Haverman                                                      | Portret van Willem Rooseboom | 1905          |            |
| SK-A-1877        | Arthur Hawksley                                                       | De eenzame baai | 1886          |            |
| SK-A-4182        | Arthur Hawksley                                                       | At sundown | 1889          |            |
| SK-C-1131-A      | Corneille de la Haye                                                  | Portret van Barthélemy Aneau | Ca. 1535-1545 |            |
| SK-A-3037        | Corneille de la Haye                                                  | Portret van Barthélemy Aneau | Ca. 1535-1545 |            |
| SK-A-3294        | Corneille de la Haye                                                  | Portret van een man | 1520-1575     |            |
| SK-A-990         | Claes Jacobsz. van der Heck                                           | Gezicht op het kasteel te Egmond aan den Hoef | 1638          |            |
| SK-A-991         | Claes Jacobsz. van der Heck                                           | Gezicht op de abdij te Egmond-Binnen | 1638          |            |
| SK-A-2373        | Claes Jacobsz. van der Heck                                           | Heksensabbat | 1636          |            |
| SK-A-1305        | Abraham van den Hecken                                                | Het geslachte rund | 1635-1655     |            |
| SK-A-1410        | Abraham van den Hecken                                                | Portret van Cornelis Jansz. Meyer | 1650-1655     |            |
| SK-A-1549        | Gerret Willemsz. Heda                                                 | Stilleven | 1642          |            |
| SK-C-1694        | Willem Claesz. Heda                                                   | Stilleven met een zilveren tazza | 1630          |            |
| SK-A-137         | Willem Claesz. Heda                                                   | Stilleven met vergulde bierkan | 1634          |            |
| SK-A-4830        | Willem Claesz. Heda                                                   | Stilleven met vergulde bokaal | 1635          |            |
| SK-C-610         | Willem Claesz. Heda                                                   | Stilleven met een gebroken glas | 1642          |            |
| SK-C-864         | Jan Davidsz. de Heem                                                  | Stilleven met boeken | 1627          |            |
| SK-A-2565        | Jan Davidsz. de Heem                                                  | Stilleven met boeken | 1627          |            |
| SK-A-2396        | Jan Davidsz. de Heem                                                  | Zelfportret | 1630-1650     |            |
| SK-C-214         | Jan Davidsz. de Heem                                                  | Stilleven met bloemen in een glazen vaas | 1650-1683     |            |
| SK-A-138         | Jan Davidsz. de Heem                                                  | Festoen van vruchten en bloemen | 1660-1670     |            |
| SK-C-1794        | Jan Davidsz. de Heem                                                  | Vivat Oraenge | Ca. 1667-1672 |            |
| SK-C-865         | Jan Davidsz. de Heem                                                  | Stilleven | 1668          |            |
| SK-A-2566        | Jan Davidsz. de Heem                                                  | Stilleven | 1668          |            |
| SK-A-139         | Naar Jan Davidsz. de Heem                                             | Stilleven met vruchten en een kreeft | 1640-1700     |            |
| SK-A-2180        | Egbert van Heemskerck                                                 | Herberg met triktrakspelers | 1669          |            |
| SK-A-3518        | Maarten van Heemskerck                                                | Portretten van een echtpaar, mogelijk Pieter Gerritsz. Bicker en Anna Codde                                                                                               | 1529          |            |
| SK-A-3519        | Maarten van Heemskerck                                                | Portretten van een echtpaar, mogelijk Pieter Gerritsz. Bicker en Anna Codde                                                                                               | 1529          |            |
| SK-C-507         | Maarten van Heemskerck                                                | Portret van Johannes Colmannus | Ca. 1538-1540 |            |
| SK-A-3511        | Maarten van Heemskerck                                                | Simson verbrijzelt de zuilen van de tempel | Ca. 1550-1560 |            |
| SK-A-3512        | Maarten van Heemskerck                                                | Simson verscheurt de leeuw | Ca. 1550-1560 |            |
| SK-A-3513        | Maarten van Heemskerck                                                | Hercules vernietigt de centaur Nessus | Ca. 1550-1560 |            |
| SK-A-3514        | Maarten van Heemskerck                                                | Neptunus doorsteekt met zijn drietand een zeepaard | Ca. 1550-1560 |            |
| SK-A-5059        | Maarten van Heemskerck                                                | Pluto en Cerberus | Ca. 1555      |            |
| SK-A-5060        | Maarten van Heemskerck                                                | Simson draagt de deuren van de poort van Gaza | Ca. 1555      |            |
| SK-C-460         | Maarten van Heemskerck                                                | Linkervleugel van een drieluik met portret van de stichter Matelief Dammasz en de heilige Paulus (voorkant) en de Sibylla Erythraea (achterkant)                          | 1564          |            |
| SK-A-1910        | Maarten van Heemskerck                                                | Linkervleugel van een drieluik met portret van de stichter Matelief Dammasz en de heilige Paulus (voorkant) en de Sibylla Erythraea (achterkant)                          | 1564          |            |
| SK-A-1306        | Atelier van Maarten van Heemskerck                                    | Christus als man van smarten | Ca. 1545-1550 |            |
| SK-A-4284        | Omgeving van Maarten van Heemskerck                                   | De doop van Christus | Ca. 1560-1565 |            |
| SK-C-1563        | Trant van Maarten van Heemskerck                                      | De allerheiligste drievuldigheid | Ca. 1550-1600 |            |
| SK-A-2725        | Jacob Eduard van Heemskerck van Beest                                 | Z.M. Stoomschip Medusa forceert de doorgang door de Straat van Shimonoseki                                                                                                | 1864          |            |
| SK-A-2726        | Jacob Eduard van Heemskerck van Beest                                 | De Nederlandse, Engelse, Franse en Amerikaanse eskaders in de Japanse wateren tijdens de expeditie onder leiding van de Franse commandant Constant Jaurès, september 1864 | 1864          |            |
| SK-A-1045        | Jacob Eduard van Heemskerck van Beest                                 | De Zuiderzee voor Amsterdam | 1867-1868     |            |
| SK-C-429         | Jacob Eduard van Heemskerck van Beest                                 | Onze baanbrekers | 1880-1884     |            |
| SK-A-1739        | Thomas Heeremans                                                      | Wintergezicht | 1675          |            |
| SK-A-1944        | Thomas Heeremans                                                      | IJsvermaak | 1677          |            |
| SK-A-774         | Hendrick Heerschop                                                    | De dochters van Cecrops vinden Erechthonius | 1650-1672     |            |
| SK-A-1431        | Hendrick Heerschop                                                    | Rebecca ontvangt geschenken van Abrahams knecht | 1656          |            |
| SK-A-3046        | Marinus Heijl                                                         | Avondlandschap | 1860-1890     |            |
| SK-A-1698        | Willem Hekking (I)                                                    | Stilleven met vruchten | 1830-1862     |            |
| SK-A-3490        | Frans Helfferich                                                      | Landschap | 1890-1920     |            |
| SK-A-1977        | Dirck Helmbreeker                                                     | Vrolijk gezelschap | 1675-1702     |            |
| SK-C-375         | Bartholomeus van der Helst                                            | Officieren en andere schutters van wijk VIII in Amsterdam onder leiding van kapitein Roelof Bicker en luitenant Jan Michielsz. Blaeuw                                     | 1639-1643     |            |
| SK-A-146         | Bartholomeus van der Helst                                            | Portret van Andries Bicker | 1642          |            |
| SK-A-147         | Bartholomeus van der Helst                                            | Portret van Gerard Andriesz. Bicker | Ca. 1642      |            |
| SK-C-1826        | Bartholomeus van der Helst                                            | Portret van een man | 1645          |            |
| SK-A-143         | Bartholomeus van der Helst                                            | Portretten van Samuel van Lansbergen en Maria Pietersdr. de Leest | 1646          |            |
| SK-A-144         | Bartholomeus van der Helst                                            | Portretten van Samuel van Lansbergen en Maria Pietersdr. de Leest | 1646          |            |
| SK-A-1255        | Bartholomeus van der Helst                                            | Portret van Jacobus Trip | 1647-1670     |            |
| SK-C-2           | Bartholomeus van der Helst                                            | Schuttersmaaltijd ter viering van de Vrede van Munster | 1648          |            |
| SK-C-142         | Bartholomeus van der Helst                                            | Portret van een officier | Ca. 1650      |            |
| SK-A-142         | Bartholomeus van der Helst                                            | Portret van Maria Stuart als weduwe van Willem II | 1652          |            |
| SK-C-3           | Bartholomeus van der Helst                                            | Overlieden van de Handboogdoelen, Amsterdam | 1653          |            |
| SK-C-624         | Bartholomeus van der Helst                                            | De overlieden van de Voetboogdoelen in Amsterdam | 1656          |            |
| SK-A-145         | Bartholomeus van der Helst                                            | Portret van Egbert Meeuwsz. Cortenaer | Ca. 1660      |            |
| SK-A-140         | Bartholomeus van der Helst                                            | Portretten van Aert van Nes en Geertruida den Dubbelde | 1668          |            |
| SK-A-141         | Bartholomeus van der Helst                                            | Portretten van Aert van Nes en Geertruida den Dubbelde | 1668          |            |
| SK-A-832         | Bartholomeus van der Helst en Ludolf Bakhuizen                        | Portret van Johan de Liefde | 1668          |            |
| SK-A-2236        | Lodewijk van der Helst                                                | Portret van Willem van de Velde (II) | 1660-1672     |            |
| SK-A-863         | Lodewijk van der Helst                                                | Portret van Adriana Jacobusdr. Hinlopen | 1667          |            |
| SK-A-148         | Lodewijk van der Helst                                                | Portret van Aucke Stellingwerff | 1670          |            |
| SK-A-1926        | Nicolaes de Helt Stockade                                             | Italiaans landschap met vee | 1640-1669     |            |
| SK-A-3822        | Pieter van der Hem                                                    | Portret van Adriaan Neytzel de Wilde | 1929          |            |
| SK-A-693         | Jan van Hemert                                                        | Portret van Dirck Hendrick Meulenaer | 1645          |            |
| SK-A-4256        | Catharina van Hemessen                                                | Portret van een vrouw | 1548          |            |
| SK-C-1657        | Jan Sanders van Hemessen                                              | Allegorie op de natuur als voedster van de kunst | 1540-1557     |            |
| SK-A-3805        | Barend Leonardus Hendriks                                             | Portret van Ludolph Anne Jan Wilt Baron Sloet van de Beele | 1867          |            |
| SK-A-1819        | Frederik Hendrik Hendriks                                             | Landschap | 1840-1865     |            |
| SK-A-1878        | Sara Hendriks                                                         | Stilleven met perziken en druiven | 1881          |            |
| SK-C-532         | Wybrand Hendriks                                                      | Portret van Wernerus Köhne met zijn knecht Jan Bosch | 1787          |            |
| SK-A-1989        | Wybrand Hendriks                                                      | Een schilder met zijn vrouw | 1791          |            |
| SK-C-422         | Wybrand Hendriks                                                      | De vier oppercommissarissen der Walen te Amsterdam | 1791-1795     |            |
| SK-C-1482        | Wybrand Hendriks                                                      | Portretten van Gerrit van der Aa en Johanna Brodden | 1797          |            |
| SK-C-1483        | Wybrand Hendriks                                                      | Portretten van Gerrit van der Aa en Johanna Brodden | 1797          |            |
| SK-A-3854        | Wybrand Hendriks                                                      | Interieur met naaiende vrouw | Ca. 1800-1810 |            |
| SK-A-3943        | Wybrand Hendriks                                                      | Gezicht op de Nieuwe Gracht bij het Bolwerk te Haarlem | 1800-1831     |            |
| SK-A-667         | Wybrand Hendriks                                                      | Portret van Jacob de Vos Sr. | 1811          |            |
| SK-C-1733        | Wybrand Hendriks                                                      | Interieur met slapende man en kousenstoppende vrouw | Ca. 1820      |            |
| SK-A-1473        | Herman Frederik van Hengel                                            | Portret van Justus Tjeenk | 1756          |            |
| SK-A-1474        | Herman Frederik van Hengel                                            | Portret van Margaretha Leuveling | 1756          |            |
| SK-A-2184        | Paulus Hennekyn                                                       | Portret van Jan de Hooghe | 1658          |            |
| SK-A-2185        | Paulus Hennekyn                                                       | Portret van Anna van der Does | 1658          |            |
| SK-C-529         | Naar Simon Henrixz                                                    | Willem III, graaf van Holland, geeft opdracht de baljuw van Zuid-Holland te onthoofden, 1336                                                                              | 1620-1650     |            |
| SK-C-1519        | H.Th. Hesselaar                                                       | De suikerfabriek Kedawong bij Pasoeroean op Java | 1849          |            |
| SK-C-1520        | H.Th. Hesselaar                                                       | Suikerfabriek (?) op Java | 1849          |            |
| SK-C-1521        | H.Th. Hesselaar                                                       | Fabriek op Java | 1851          |            |
| SK-A-149         | Willem de Heusch                                                      | Italiaans landschap bij zonsondergang | 1660-1692     |            |
| SK-A-150         | Willem de Heusch                                                      | Italiaans landschap met herders | 1650-1692     |            |
| SK-A-151         | Willem de Heusch                                                      | Italiaans landschap met rustende herder | 1650-1692     |            |
| SK-A-2324        | Willem de Heusch                                                      | Italiaans landschap met tekenaar | 1650-1692     |            |
| SK-A-3971        | Jan van der Heyden                                                    | Gezicht op kasteel Nijenrode aan de Vecht | 1660-1672     |            |
| SK-A-153         | Jan van der Heyden                                                    | De ophaalbrug | 1660-1672     |            |
| SK-C-143         | Jan van der Heyden                                                    | De Sankt Severin te Keulen opgenomen in een gefantaseerd stadsbeeld | 1660-1672     |            |
| SK-A-152         | Jan van der Heyden                                                    | De stenen brug | Ca. 1660-1672 |            |
| SK-A-2511        | Jan van der Heyden                                                    | Bosgezicht | 1660-1690     |            |
| SK-A-3253        | Jan van der Heyden                                                    | Een landhuis | 1660-1712     |            |
| SK-A-154         | Jan van der Heyden                                                    | Amsterdams stadsgezicht met huizen aan de Herengracht en de oude Haarlemmersluis                                                                                          | Ca. 1670      |            |
| SK-A-3491        | Trant van Jan van der Heyden                                          | Kasteel Loenersloot aan de Angstel | 1650-1750     |            |
| SK-C-571         | Jan van der Heyden en Adriaen van de Velde                            | De Dam in Amsterdam | Ca. 1668      |            |
| SK-C-304         | Theodor Hildebrandt                                                   | De Newa bij Sint-Petersburg in de winter | 1844          |            |
| SK-A-452         | Paulus van Hillegaert                                                 | Prins Maurits in gezelschap van o.a. prins Frederik Hendrik, Frederik V en diens vrouw Elizabeth Stuart, koning en koningin van Bohemen, op het Buitenhof in Den Haag     | Ca. 1621-1625 |            |
| SK-A-155         | Paulus van Hillegaert                                                 | Het afdanken der waardgelders door prins Maurits op de Neude te Utrecht, 31 juli 1618                                                                                     | 1627          |            |
| SK-A-607         | Paulus van Hillegaert                                                 | Frederik Hendrik en Ernst Casimir bij het beleg van Den Bosch | 1629-1635     |            |
| SK-A-394         | Paulus van Hillegaert                                                 | Prins Frederik Hendrik te paard | Ca. 1629-1635 |            |
| SK-A-435         | Paulus van Hillegaert                                                 | De aftocht van het Spaanse garnizoen na de overgave van 's-Hertogenbosch, 17 september 1629                                                                               | Ca. 1630-1635 |            |
| SK-A-568         | Paulus van Hillegaert                                                 | Prins Maurits en prins Frederik Hendrik te paard | Ca. 1630-1635 |            |
| SK-A-848         | Paulus van Hillegaert                                                 | Prins Frederik Hendrik bij de belegering van 's-Hertogenbosch, 1629 | Ca. 1631      |            |
| SK-A-4112        | Paulus van Hillegaert                                                 | Prins Frederik Hendrik te paard voor de vesting 's-Hertogenbosch, 1629 | Ca. 1632-1635 |            |
| SK-A-664         | Paulus van Hillegaert                                                 | Prins Maurits in de Slag bij Nieuwpoort, 2 juli 1600 | Ca. 1632-1640 |            |
| SK-A-3125        | Paulus van Hillegaert                                                 | Prins Maurits gezeten op de witte strijdhengst hem geschonken na de overwinning bij de Slag bij Nieuwpoort                                                                | Ca. 1633-1635 |            |
| SK-A-1329        | Eduard Alexander Hilverdink                                           | Het Singel te Amsterdam naar de Munt gezien | 1884-1886     |            |
| SK-A-1046        | Johannes Hilverdink                                                   | De Engelse kust langs het Kanaal | 1868-1870     |            |